# تايكي أوتشيكوشي
تايكي أوتشيكوشي (باليابانية: 打越 大樹) (مواليد 22 مايو 1996) هو لاعب كرة قدم ياباني.

## وصلات خارجية
- تايكي أوتشيكوشي على موقع رابطة كرة القدم اليابانية للمحترفين (اليابانية)
- تايكي أوتشيكوشي على موقع قاعدة بيانات كرة القدم.إي يو (الإنجليزية)
- تايكي أوتشيكوشي على موقع Soccerway.com (الإنجليزية)